# Hoco de Blumenbach
L'hoco de Blumenbach (Crax blumenbachii) és una espècie d'ocell de la família dels cràcids (Cracidae) que habita la selva humida del sud-est del Brasil.